# مسلمة التوازي

إذا كان مجموع الزاويتين الداخليتين α و β أقل من مائة وثمانين درجة (180°)، فإن المستقيمين إذا امتدا بشكل غير منته، يلتقيان حتما من هذه الجهة.

في الهندسة، مسلمة التوازي هي المسلمة الخامسة من مسلمات إقليدس (الهندسة الإقليدية) وتنص أن:
من أي نقطة خارج مستقيم ما يمر مستقيم وحيد يوازي المستقيم المذكور.
وأذا قطع قاطع للمستقيمين فينتج ما يلي:
- كل زاويتين متبادلتين تكونان متساويتين في القياس (تكون على شكل حرف z)
- كل زاويتين داخليتين وفي جهة واحدة من القاطع مجموعهما يكون 180 درجة (تكون على شكل حرف U)
- كل زاويتين متناظرتين تكونان متساويتين في القياس (تكون غالبا على شكل حرف F)

كما عرفنا نتائج التوازي فعلياً تلك النتائج تطبيقات وهي لها نظريات:
- إذا توازي عده مستقيمات وقطعهما قاطعان من جهتين مختلفتين تتساوى الأجزاء التي بين القواطع
- في المثلث إذا رسم من منتصف ضلع من أضلاعه مستقيم موازيا أحد الضلعين الآخرين للمثلث فهو يقطع الآخر
- القطعة المستقيمة المرسومة من منتصف ضلعين في مثلث فهي توازي الضلع الثالث وتساوي نصــفه.[1][2]

## التاريخ
كتب برقلس (410 - 485م) تعليقا حول كتاب الأصول لأقليدس، متطرقا فيه إلى محاولات للبرهان لموضوعة التوازي (الخامسة) انطلاقا من الموضوعات الأربع السابقة. من بين هذه المحاولات، محاولة بطليموس، ولكنها كانت محاولة خاطئة. حاول هو ذاته المجيئ ببرهان حول الموضوعة، ولكن محاولته باءت بالفشل. في مقابل ذلك، جاء بموضوعة تكافئ موضوعة التوازي لإقليدس.
حاول عالم الرياضيات العربي ابن الهيثم (965 - 1039م) البرهان على هذه الموضوعة مستعملا في ذلك البرهان بالخلف. عمر الخيام عمل في الموضوع.

## عكس موضوعة التوازي لأقليدس

عكس موضوعة التوازي: إذا كان مجموع الزاويتين الداخليتين مساويا لمائة وثمانين درجة (180°)، فإن المستقيمين متوازيان، ولن يلتقيا أبدا.

## انتقاد
انتقد أرتور شوبنهاور هذه الموضوعة في كتابه العالم إرادة وفكرة، معتبرا إياها مسألة بديهية، تستنتج من خلال المشاهدة.